# Serhij Titenko
Serhij Mychaiłowycz Titenko, ukr. Сергій Михайлович Тітенко (ur. 22 lipca 1954 w Hołej Przystani w obwodzie chersońskim) – ukraiński polityk i inżynier.

## Życiorys
W 1977 ukończył studia inżyniersko-ekonomiczne w Donieckim Instytucie Politechnicznym.
Pracował w instytucie ekonomiki przemysłowej Akademii Nauk Ukraińskiej SRR. W latach 1994–1998 wykładał w Doniecku w Instytucie Politechnicznym. Pod koniec lat 90. zajął się działalnością ekspercką, doradzał w zakresie przemysłu węglowego wicepremierowi i premierowi Ukrainy. Od 2003 do 2004 był wiceministrem w resorcie paliw i energetyki, następnie przez rok kierował ukraińską komisją do spraw regulacji elektroenergetyki. Od 2005 do 2007 ponownie pełnił funkcję pierwszego zastępcy ministra paliw i energetyki, a od stycznia do listopada 2007 drugi raz stał na czele komisji regulacyjnej.
W tym samym roku uzyskał mandat deputowanego do Rady Najwyższej z ramienia Partii Regionów. Zrezygnował z niego w 2010 w związku z objęciem stanowiska w administracji rządowej, do 2011 ponownie kierował komisją regulacyjną.